# Maculelê

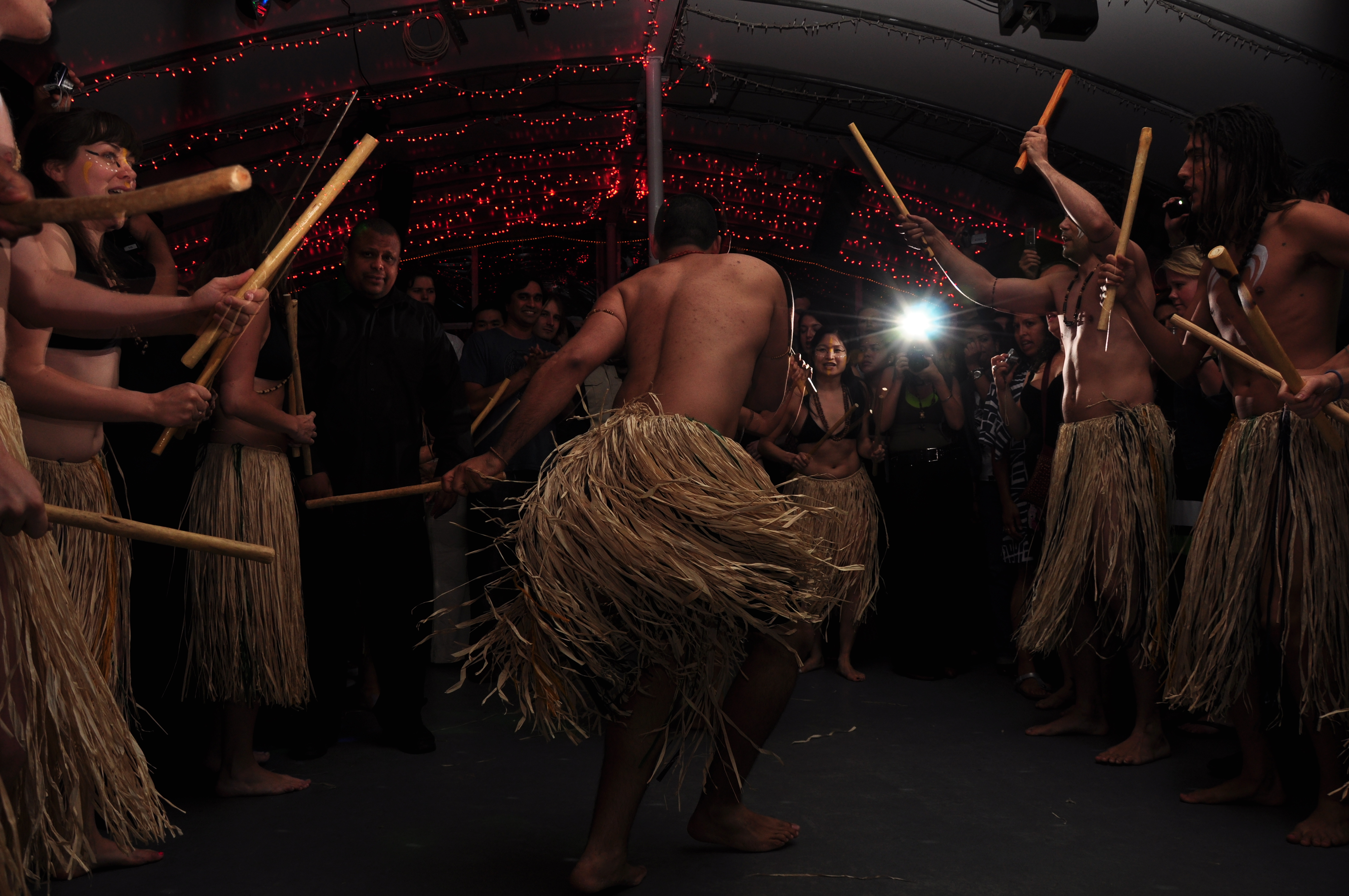
Groupe de maculelê à New York (2009).

Le maculelê est une danse de combat liée à la capoeira.
Elle s'effectue sur un rythme particulier, différent de ceux utilisés dans la capoeira, et est accompagné par l'atabaque, la cloche agôgô et les caxixis.
Cette danse s'effectue avec des bâtons en bois, chaque capoeiriste en tenant un dans chaque main, et constitue plus une expression corporelle libre qu'une danse avec une chorégraphie précise.
Il existe des pas spécifiques, mais le maculelê appelle plus à l'expression spontanée.
Les bâtons viennent frapper le sol, tournent dans l'air, ou se frappent entre eux, chaque capoeriste allant frapper le bâton de son adversaire sur le quatrième temps de la mesure, ou quatrième pulsation.
Cette danse rappelle l'Afrique, par les costumes qui sont utilisés ("jupe" en paille), et se pratique comme la capoeira à l'intérieur d'une ronde.
Les bâtons peuvent être remplacés par des couteaux, rappelant que capoeira et maculelê sont bien à la base des sports de combat...
Il n'y a pas de date précise quant à la naissance du maculelê, tout comme pour la capoeira.

## Source
- Histoire de la Capoeira[réf. incomplète]